# Élections législatives de 1968 dans l'Indre
Les élections législatives françaises de 1968 se déroulent les 23 et 30 juin 1968. Dans le département de l'Indre, trois députés sont à élire dans le cadre de trois circonscriptions.

## Élus
| Circonscription | Député sortant        | Parti | Parti | Député élu ou réélu | Parti | Parti |
| --------------- | --------------------- | ----- | ----- | ------------------- | ----- | ----- |
| 1re             | François Gerbaud      |       | UDR   | François Gerbaud    |       | UDR   |
| 2e              | Marcel Lemoine        |       | PCF   | Maurice Tissandier  |       | RI    |
| 3e              | Jean Bénard-Mousseaux |       | CNIP  | Jean-Paul Mourot    |       | UDR   |

## Résultats

### Résultats à l'échelle du département
| Parti          | Parti                                           | Premier tour | Premier tour | Second tour | Second tour | Sièges |
| Parti          | Parti                                           | Voix         | %            | Voix        | %           | Sièges |
| -------------- | ----------------------------------------------- | ------------ | ------------ | ----------- | ----------- | ------ |
|                | Union pour la défense de la République          | 43 062       | 34,91        | 40 485      | 32,13       | 2      |
|                | Républicains indépendants                       | 13 125       | 10,64        | 23 878      | 18,95       | 1      |
|                | Union des républicains de progrès               | 56 187       | 45,54        | 64 363      | 51,08       | 3      |
|                |                                                 |              |              |             |             |        |
|                | Convention des institutions républicaines       | 10 132       | 8,21         | 19 112      | 15,17       | 0      |
|                | Parti radical                                   | 2 897        | 2,35         |             |             | 0      |
|                | Fédération de la gauche démocrate et socialiste | 13 029       | 10,56        | 19 112      | 15,17       | 0      |
|                |                                                 |              |              |             |             |        |
|                | Parti communiste français                       | 38 385       | 31,11        | 32 685      | 25,94       | 0      |
|                | Progrès et démocratie moderne                   | 12 560       | 10,18        | 9 835       | 7,81        | 0      |
|                | Parti socialiste unifié                         | 3 208        | 2,60         |             |             | 0      |
|                |                                                 |              |              |             |             |        |
| Inscrits       | Inscrits                                        | 159 419      | 100,00       | 159 612     | 100,00      | 3      |
| Abstentions    | Abstentions                                     | 33 166       | 20,8         | 31 401      | 19,67       |        |
| Votants        | Votants                                         | 126 253      | 79,2         | 128 211     | 80,33       |        |
| Blancs et nuls | Blancs et nuls                                  | 2 884        | 2,28         | 2 216       | 1,73        |        |
| Exprimés       | Exprimés                                        | 123 369      | 97,72        | 125 995     | 98,27       |        |

### Résultats par circonscription

#### Première circonscription (Châteauroux)
| Candidat       | Candidat                       | Parti          | Premier tour | Premier tour | Second tour | Second tour |  |
| Candidat       | Candidat                       | Parti          | Voix         | %            | Voix        | %           |  |
| -------------- | ------------------------------ | -------------- | ------------ | ------------ | ----------- | ----------- |  |
|                | François Gerbaud sortant réélu | UDR (URP)      | 19 717       | 48,21        | 22 154      | 53,69       |  |
|                | Charles Hernu                  | FGDS (CIR)     | 10 132       | 24,77        | 19 112      | 46,31       |  |
|                | André Blondeau                 | PCF            | 10 010       | 24,47        | Retrait     | Retrait     |  |
|                | Gérard Théry                   | PSU            | 1 041        | 2,56         |             |             |  |
|                |                                |                |              |              |             |             |  |
| Inscrits       | Inscrits                       | Inscrits       | 52 231       | 100,00       | 52 435      | 100,00      |  |
| Abstentions    | Abstentions                    | Abstentions    | 10 306       | 19,73        | 10 312      | 19,67       |  |
| Votants        | Votants                        | Votants        | 41 925       | 80,27        | 42 123      | 80,33       |  |
| Blancs et nuls | Blancs et nuls                 | Blancs et nuls | 1 025        | 2,44         | 857         | 2,03        |  |
| Exprimés       | Exprimés                       | Exprimés       | 40 900       | 97,56        | 41 266      | 97,97       |  |

#### Deuxième circonscription (Issoudun)
| Candidat       | Candidat                    | Parti          | Premier tour | Premier tour | Second tour | Second tour |  |
| Candidat       | Candidat                    | Parti          | Voix         | %            | Voix        | %           |  |
| -------------- | --------------------------- | -------------- | ------------ | ------------ | ----------- | ----------- |  |
|                | Marcel Lemoine sortant      | PCF            | 15 885       | 37,96        | 19 097      | 44,44       |  |
|                | Maurice Tissandier élu      | RI (URP)       | 13 125       | 31,37        | 23 878      | 55,56       |  |
|                | Pierre Néraud de Boisdeffre | UDR (URP)      | 9 123        | 21,80        | Retrait     | Retrait     |  |
|                | Alphonse Filloux            | FGDS (Radical) | 2 897        | 6,92         |             |             |  |
|                | Jean-Jacques Pinty          | PSU            | 816          | 1,95         |             |             |  |
|                |                             |                |              |              |             |             |  |
| Inscrits       | Inscrits                    | Inscrits       | 54 766       | 100,00       | 54 759      | 100,00      |  |
| Abstentions    | Abstentions                 | Abstentions    | 12 046       | 22           | 11 000      | 20,09       |  |
| Votants        | Votants                     | Votants        | 42 720       | 78           | 43 759      | 79,91       |  |
| Blancs et nuls | Blancs et nuls              | Blancs et nuls | 874          | 2,05         | 784         | 1,79        |  |
| Exprimés       | Exprimés                    | Exprimés       | 41 846       | 97,95        | 42 975      | 98,21       |  |

#### Troisième circonscription (Le Blanc)
| Candidat       | Candidat                      | Parti          | Premier tour | Premier tour | Second tour | Second tour |  |
| Candidat       | Candidat                      | Parti          | Voix         | %            | Voix        | %           |  |
| -------------- | ----------------------------- | -------------- | ------------ | ------------ | ----------- | ----------- |  |
|                | Jean-Paul Mourot élu          | UDR (URP)      | 14 222       | 35,01        | 18 331      | 43,90       |  |
|                | Jean Bénard-Mousseaux sortant | CNIP (PDM)     | 12 560       | 30,92        | 9 835       | 23,55       |  |
|                | Maxime Bonnet                 | PCF            | 12 490       | 30,75        | 13 588      | 32,54       |  |
|                | Charles Kaléka                | PSU            | 1 351        | 3,33         |             |             |  |
|                |                               |                |              |              |             |             |  |
| Inscrits       | Inscrits                      | Inscrits       | 52 422       | 100,00       | 52 418      | 100,00      |  |
| Abstentions    | Abstentions                   | Abstentions    | 10 814       | 20,63        | 10 089      | 19,25       |  |
| Votants        | Votants                       | Votants        | 41 608       | 79,37        | 42 329      | 80,75       |  |
| Blancs et nuls | Blancs et nuls                | Blancs et nuls | 985          | 2,37         | 575         | 1,36        |  |
| Exprimés       | Exprimés                      | Exprimés       | 40 623       | 97,63        | 41 754      | 98,64       |  |